# Unfinished Sympathy
«Unfinished Sympathy» — песня британской группы Massive Attack. Первоначально появилась в дебютном альбоме группы 1991 года Blue Lines. Вокальную партию исполняет Шара Нельсон. Песня является одной из первых в жанре трип-хоп. Также она стала одним из самых успешных синглов коллектива, достигнув 13-го места в хит-параде UK Singles Chart и 1-го в Dutch Top 40. Она была написана Грантом Маршаллом, Эндрю Ваулзом, Робертом Дель Найя, Джонатаном Шарпом и Шарой Нельсон.

## Список композиций
7" (WBRS 2)
1. «Unfinished Sympathy» (Nellee Hooper 7" Mix) — 4:34
2. «Unfinished Sympathy» — 5:12

12" (WBRT 2)
1. «Unfinished Sympathy» (Paul Oakenfold Mix) — 5:18
2. «Unfinished Sympathy» (Paul Oakenfold Instrumental Mix) — 5:18
3. «Unfinished Sympathy» — 5:12
4. «Unfinished Sympathy» (instrumental) — 4:08

CD (WBRX 2)
1. «Unfinished Sympathy» (Paul Oakenfold Mix) — 5:18
2. «Unfinished Sympathy» (Paul Oakenfold Instrumental Mix) — 5:18
3. «Unfinished Sympathy» — 5:12
4. «Unfinished Sympathy» (instrumental) — 4:08

12" remixes (WBRR 2)
1. «Unfinished Sympathy» (Nellee Hooper 12" Mix) — 5:50
2. «Unfinished Sympathy» (Nellee Hooper Instrumental Mix) — 5:34
3. «Unfinished Sympathy» (original) — 5:12